# Liste der Biografien/Parf
Liste der Biografien |
Portal Biografien |
Personensuche
# |
A |
B |
C |
D |
E |
F |
G |
H |
I |
J |
K |
L |
M |
N |
O |
P |
Q |
R |
S |
T |
U |
V |
W |
X |
Y |
Z |
?
 
Pa |
Pc |
Pe |
Pf |
Ph |
Pi |
Pj |
Pk |
Pl |
Pm |
Pn |
Po |
Pr |
Ps |
Pt |
Pu |
Pv |
Pw |
Py
 
Paa |
Pab |
Pac |
Pad |
Pae |
Paf |
Pag |
Pah |
Pai |
Paj |
Pak |
Pal |
Pam |
Pan |
Pao |
Pap |
Paq |
Par |
Pas |
Pat |
Pau |
Pav |
Paw |
Pax |
Pay |
Paz
 
Para |
Parb |
Parc |
Pard |
Pare |
Parf |
Parg |
Parh |
Pari |
Park |
Parl |
Parm |
Parn |
Paro |
Parp |
Parq |
Parr |
Pars |
Part |
Paru |
Parv |
Parw |
Pary |
Parz
Die Liste der Biografien führt alle Personen auf, die in der deutschsprachigen Wikipedia einen Artikel haben. Dieses ist eine Teilliste mit 21 Einträgen von Personen, deren Namen mit den Buchstaben „Parf“ beginnt.

## Parf

### Parfa
- Parfan, Nadija (* 1986), ukrainische Filmproduzentin und Filmregisseurin
- Parfanowytsch, Sofija (1898–1968), ukrainische Autorin und Gynäkologin

### Parfe
- Parfenjuk, Alexander Sergejewitsch (1947–2017), ukrainischer Ingenieurwissenschaftler
- Parfenkou, Aljaksej (* 1967), belarussischer Freestyle-Skisportler
- Parfeny, Pasha (* 1986), moldauischer Sänger und Komponist

### Parfi
- Parfionowitsch, Juri Michailowitsch (1921–1990), russischer Tibetologe
- Parfit, Derek (1942–2017), britischer Philosoph
- Parfitt, David (* 1958), britischer Schauspieler und Filmproduzent
- Parfitt, Harold (1921–2006), US-amerikanischer Armeeoffizier und Gouverneur der Panamakanalzone
- Parfitt, Judy (* 1935), britische Schauspielerin
- Parfitt, Rick (1948–2016), britischer MusikerRick Parfitt (1948–2016)

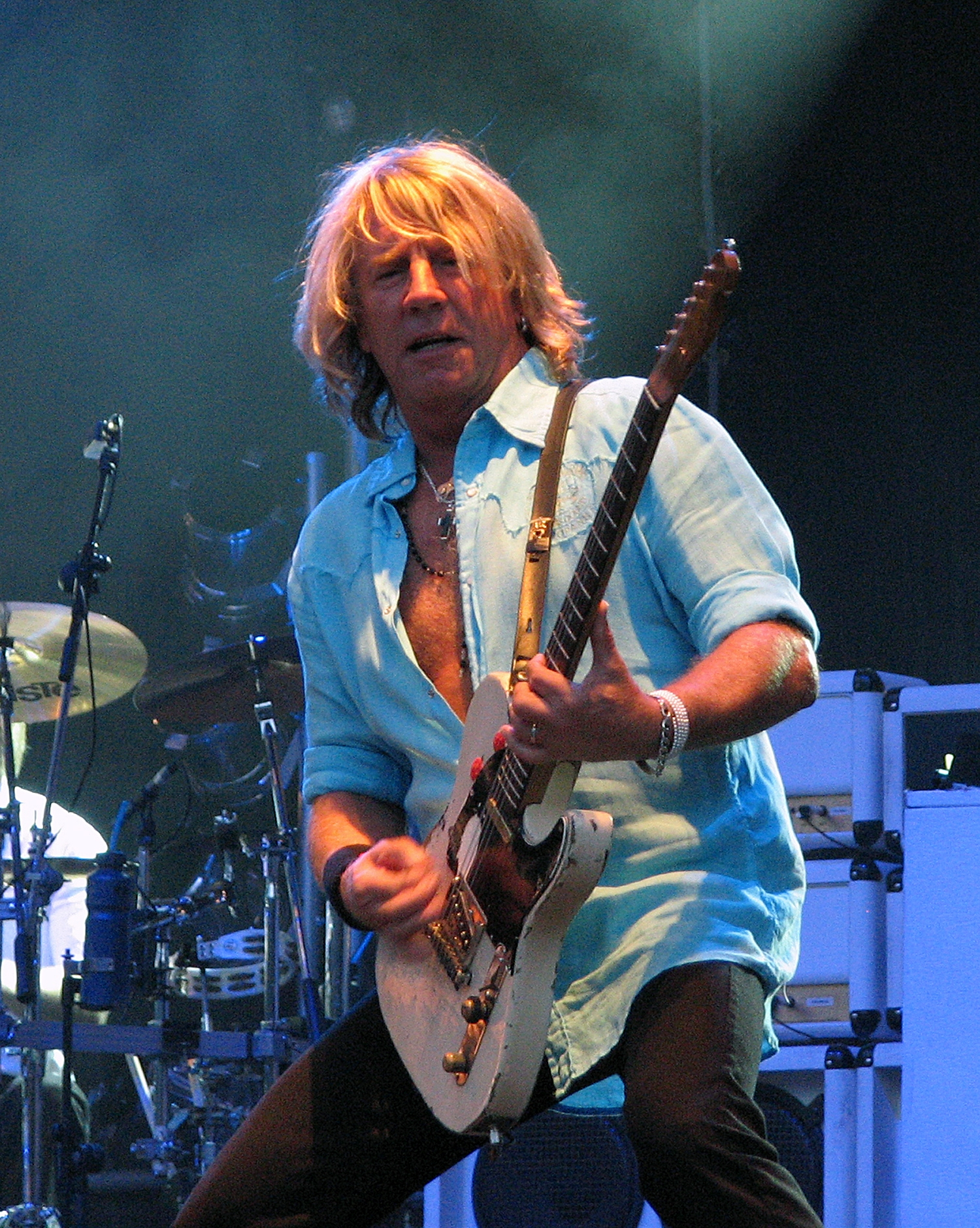
Rick Parfitt (1948–2016)

- Parfitt, Tom (1911–1984), anglikanischer Bischof von Madagaskar

### Parfj
- Parfjanowitsch, Uladsimir (* 1958), sowjetisch-belarussischer Kanute und Politiker
- Parfjonow, Anatoli Iwanowitsch (1924–1993), russischer Ringer
- Parfjonow, Andrei Sergejewitsch (* 1987), russischer Skilangläufer
- Parfjonow, Denis Andrejewitsch (* 1987), russischer Politiker
- Parfjonow, Nikolai Wjatscheslawowitsch (* 1976), russischer Nordischer Kombinierer
- Parfjonowa, Jelena (* 1974), kasachische Dreispringerin

### Parfo
- Parfondry, Auguste (* 1896), belgischer Radrennfahrer

### Parfr
- Parfrey, Woodrow (1922–1984), US-amerikanischer Schauspieler

### Parfu
- Parfuss, Ludmilla (* 1942), österreichische Pädagogin und Politikerin (SPÖ), Abgeordnete zum Nationalrat